# Kobaltniltava
De kobaltniltava (Niltava grandis) is een zangvogel uit de familie Muscicapidae (vliegenvangers).

## Verspreiding en leefgebied
Deze soort telt 4 ondersoorten:
- N. g. grandis: van de oostelijke Himalaya tot zuidwestelijk China, centraal Myanmar en noordelijk en westelijk Thailand.
- N. g. griseiventris: zuidelijk China en noordelijk Indochina.
- N. g. decorata: het zuidelijke deel van Centraal-Vietnam.
- N. g. decipiens: Maleisië en Sumatra.